# Кобринский уезд
Кобринский уезд — административная единица в составе Слонимской, Литовской и Гродненской губерний, существовавшая в 1795—1920 годах. Центр — город Кобрин.

## История
Кобринский уезд в составе Слонимской губернии Российской империи был образован в 1795 году на территории, отошедшей к России в результате 3-го раздела Речи Посполитой. В 1797 году уезд отошёл к Литовской губернии, а в 1801 — к Гродненской. В 1920 году уезд отошёл к Польше.

## Население
По данным переписи 1897 года в уезде проживало 184,5 тыс. чел. В том числе украинцы — 79,6 %; евреи — 13,7 %; русские — 3,1 %; поляки — 2,2 %. В уездном городе Кобрине проживало 10 408 чел.

## Административное деление
В 1890 году в состав уезда входило 31 волость:
| № п/п | Волость        | Волостное правление | Число селений | Население |
| ----- | -------------- | ------------------- | ------------- | --------- |
| 1     | Антопольская   | м. Антополь         | 27            | 5414      |
| 2     | Бездежская     | с. Бездеж           | 22            | 6286      |
| 3     | Блотская       | с. Липец            | 58            | 3050      |
| 4     | Брашевичская   | с. Брашевичи        | 15            | 3548      |
| 5     | Верхолесская   | с. Новоселки        | 40            | 4635      |
| 6     | Воловельская   | с. Воловель         | 13            | 4260      |
| 7     | Вороцевичская  | с. Вороцевичи       | 25            | 5493      |
| 8     | Городецкая     | м. Городец          | 31            | 5829      |
| 9     | Дрогичинская   | м. Дрогичин         | 48            | 4286      |
| 10    | Дружиловичская | с. Дружиловичи      | 12            | 3531      |
| 11    | Дывинская      | м. Дывин            | 11            | 3312      |
| 12    | Залесская      | с. Залесье          | 54            | 2428      |
| 13    | Збироговская   | с. Збироги          | 60            | 4624      |
| 14    | Зеловская      | с. Зелово           | 33            | 4609      |
| 15    | Ивановская     | м. Иваново          | 18            | 4218      |
| 16    | Илоская        | с. Грушево          | 54            | 5101      |
| 17    | Именинская     | с. Алексеевичи      | 19            | 4127      |
| 18    | Козищская      | с. Козищи           | 23            | 1870      |
| 19    | Мокранская     | с. Мокраны          | 11            | 2256      |
| 20    | Мотольская     | м. Мотоль           | 7             | 3543      |
| 21    | Одрижинская    | с. Одрижин          | 34            | 4852      |
| 22    | Озятская       | с. Озяты            | 23            | 3863      |
| 23    | Опольская      | с. Лидовичи         | 9             | 2056      |
| 24    | Осовецкая      | с. Осовцы           | 44            | 4958      |
| 25    | Осовницкая     | д. Осовница         | 29            | 4192      |
| 26    | Подольская     | д. Ерёмичи          | 52            | 3883      |
| 27    | Прусковская    | с. Черевачицы       | 57            | 6028      |
| 28    | Рогознянская   | д. Хведьковичи      | 43            | 4021      |
| 29    | Сехновичская   | д. Степанки         | 24            | 2949      |
| 30    | Стриговская    | с. Стригово         | 37            | 4329      |
| 31    | Холмская       | м. Холмск           | 24            | 4036      |

В 1913 году в уезде было 30 волостей, упразднена Опольская волость.

## Населённые пункты
По переписи 1897 года наиболее крупные населённые пункты уезда:
| - г. Кобрин - 10408 чел.; - мст. Мотоль - 4297 чел.; - мст. Антополь - 3867 чел.; - мст. Дывин - 3737 чел.; - мст. Иваново - 3041 чел.; - мст. Дрогичин - 2258 чел.; - мст. Холмск - 2243 чел.; - мст. Городец - 1761 чел.; - с. Головчицы - 1543 чел.; - мст. Бездеж - 1480 чел.; | - д. Сымоновичи - 1260 чел.; - с. Снитово - 1161 чел.; - с. Вороцевичи - 1097 чел.; - с. Грушево - 1019 чел.; - с. Молодово - 1006 чел.; - с. Старый и Новый Воловель - 993 чел.; - с. Деревная - 972 чел.; - д. Старое Село - 956 чел.; - с. Липецк - 950 чел.; - с. Горки - 949 чел.; | - д. Ополь - 938 чел.; - с. Лидовичи - 920 чел.; - с. Новоселки - 864 чел.; - с. Лясковячи - 855 чел.; - д. Горбаха - 842 чел.; - д. Толково - 833 чел.; - д. Осиповичи - 826 чел.; - с. Камень-Шляхетский - 822 чел.; - с. Стригово - 809 чел.; | - с. Детковичи - 806 чел.; - с. Гутово - 798 чел.; - д. Подземенье - 788 чел.; - д. Кустовичи - 780 чел.; - с. Мокраны - 780 чел.; - д. Сулечево - 777 чел.; - д. Кублик - 757 чел.; - д. Заречка - 728 чел.; - д. Именин - 717 чел.; |